# Guymon
Guymon település az Amerikai Egyesült Államok Oklahoma államában, Texas megyében, melynek megyeszékhelye is. Lakosainak száma 12 965 fő (2020. április 1.).

## Népesség
A település népességének változása:

| 2010 | 11 442 |
| 2020 | 12 965 |